# Phaenocarpa secunda
Phaenocarpa secunda är en stekelart som först beskrevs av William Harris Ashmead 1906.  Phaenocarpa secunda ingår i släktet Phaenocarpa och familjen bracksteklar. Inga underarter finns listade i Catalogue of Life.